# Gaetano Pasqui
Gaetano Pasqui (Forlì, 14 novembre 1807 – Forlì, 19 giugno 1879) è stato un agronomo italiano.

## Biografia
Proprietario di un fondo sul lato destro della confluenza dei fiumi Montone e Rabbi, a un paio di chilometri dal centro di Forlì, l'agronomo si dedicò alla tecnologia applicata all'agricoltura, interesse che condivideva con il fratello Giovanni (1802-1893). Nel 1835 impiantò una fabbrica artigianale di birra. Probabilmente si tratta della più antica birra artigianale interamente italiana, ancor più particolare perché avviata da un possidente di provincia e non da un imprenditore industriale.
Il suo nome è ricordato perché fu il primo a coltivare il luppolo in Italia, e pertanto non dovette importarlo dalla Germania o, come si usava in quel tempo, dagli Stati Uniti d'America. Iniziò la prima luppolaia italiana nel 1847, lavorando con il fratello minore per sei mesi all'anno, con una trentina di germogli di luppolo selvatico per poi ottenere, a partire dal 1850 i primi risultati soddisfacenti: un decennio dopo poteva vantare oltre 3 500 piante. Nel 1863 la produzione della sua birra artigianale si attestò sulle 35 000 bottiglie.

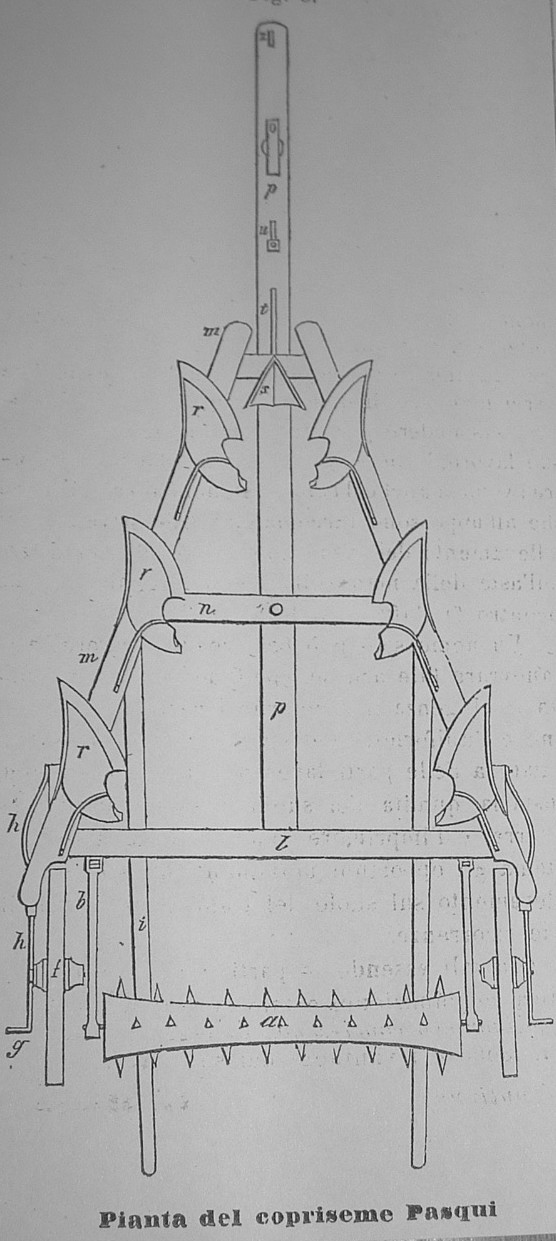
Schema del Copriseme Pasqui

Fu anche inventore di diversi strumenti agricoli, come il "Piantapertiche Pasqui" e il "Levapertiche Pasqui", premiati a Firenze nel 1861 e a Londra nel 1862.  In particolare, da assistente alla cattedra di agronomia nel Regio istituto tecnico di Forlì, ideò un aratro particolare: il "Polivomero Pasqui", presentato con successo all'Esposizione universale di Parigi del 1867. Notevole fu anche la sua attività di "modellista". Attrezzi agricoli, in formato mignon, creati dall'"Agenzia per macchine e strumenti rurali Gaetano Pasqui" furono acquistati da molti istituti di tutta Italia.
Morì nella sua città natale all'età di 71 anni. Oggi giorno è sepolto nella tomba di famiglia all'interno del cimitero monumentale della sua città. Sposato con Geltrude Silvagni ebbe quattro figli: Livia, Ottavia, Claudia e Tito Pasqui.

## Premiata Fabbrica di Birra Gaetano Pasqui - Forlì
Il marchio è tuttora usato per una birra prodotta da una generazione di discendenti che, unitisi in Birra Pasqui S.r.l.s., hanno iniziato a distribuire una linea di birre con ricette ispirate a quelle originali. La prima di esse prende il nome di Livia, appartenente alla primogenita di Gaetano e, contemporaneamente, nome poetico per Forlì. Quindi, si tratta della prima birra di Forlì e di una delle più antiche artigianali italiane.

## Documenti
Così si legge di Gaetano Pasqui in una breve relazione riportata in un numero de L'amico dei fanciulli del 1879:
(L'amico dei fanciulli, 1879)

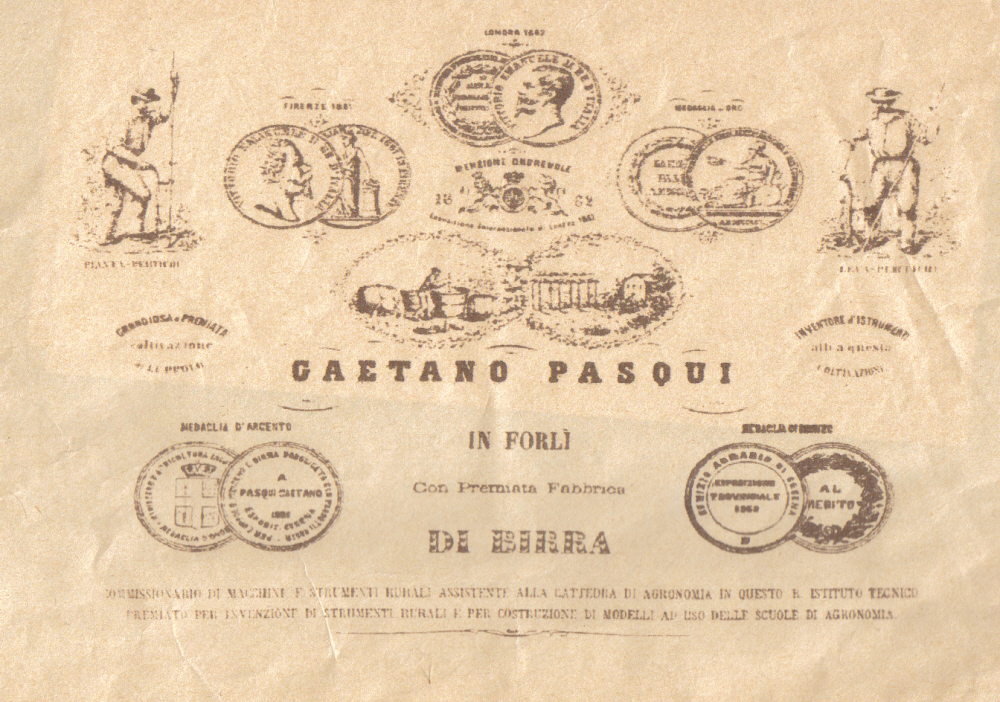
Forlì: etichetta della Birra Pasqui

Così scriveva Gaetano Pasqui, in una relazione inviata al ministero di agricoltura, industria e commercio del 1871:
(Gaetano Pasqui, 1871)